# اینگولف دیویدسن
اینگولف دیویدسن (نروژی: Ingolf Davidsen; ۳۰ ژانویهٔ ۱۸۹۳ – ۲۳ مارس ۱۹۴۶) ژیمناست هنری اهل نروژ بود.